# Tulul Abu el-ʿAlayiq

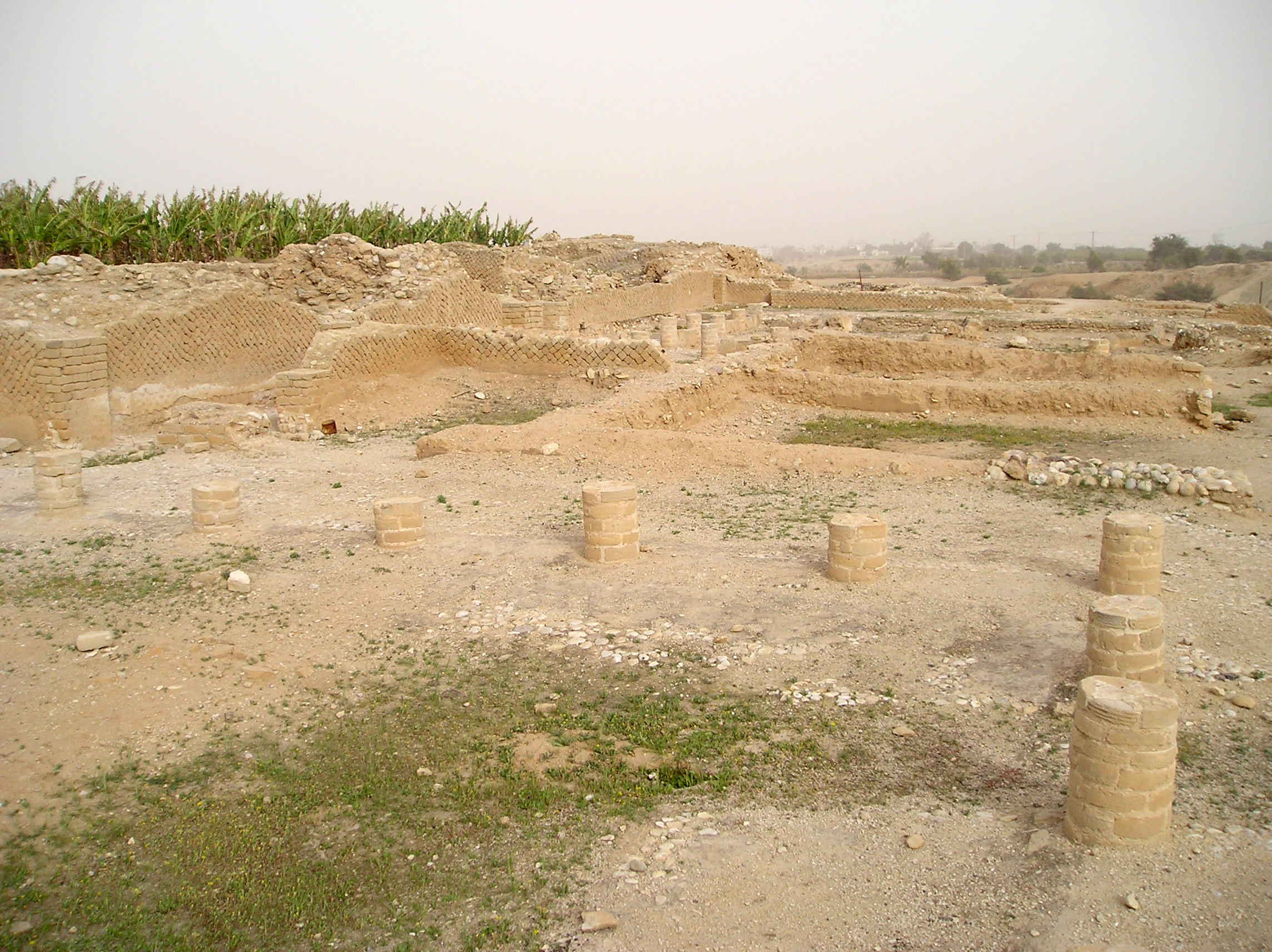
Dritter herodianischer Palast

Tulul Abu el-ʿAlayiq (arabisch تلول أبو العلايق, DMG Tulūl Abū l-ʿAlāyiq) ist eine archäologische Stätte in den Palästinensischen Autonomiegebieten. Sie befindet sich am westlichen Rand der modernen Stadt Jericho. Hier wurde ein Palastkomplex aus hellenistischer und frührömischer (herodianischer) Zeit freigelegt. Die moderne Bezeichnung „Winterpaläste“ beruht darauf, dass das Klima im Winter hier angenehm ist. Der arabische Name Tulul Abu el-ʿAlayiq bezieht sich auf die beiden künstlichen Hügel, die es in diesem Gelände gibt; er wird gedeutet als die „Hügel des Gerstenvaters“, d. h. Hügel, auf denen Gerste wächst.

## Forschungsgeschichte
Zwei kleine künstliche Hügel an beiden Seiten des Wadi Qelt erregten zuerst das Interesse der Ausgräber: Tell 1 (Südseite) und Tell 2 (Nordseite). 1868 legte Charles Warren am Tell 1 einen Probeschnitt in Ost-West-Richtung an; 1909 und 1911 folgte eine Tranchierung in Nord-Süd-Richtung unter Leitung von Ernst Sellin. In den 1950er Jahren fanden Ausgrabungen durch die American Schools of Oriental Research statt; von 1973 bis 1987 leitete Ehud Netzer Ausgrabungen der Hebräischen Universität Jerusalem.

## Besiedlungsgeschichte
In den Makkabäerkriegen wurde die strategische Bedeutung der Oase Jericho zum Schutz Jerusalems von Osten deutlich (1 Makk 9,50). Dies führte zu einer Verlagerung der Siedlung hin zum Ausgang des Wadi Qelt, dem direkten Weg nach Jerusalem. Nachdem sich der unabhängige Staat der Hasmonäer etabliert hatte, gab es hier sowohl Festungen als auch Palastarchitektur: königliche Paläste der Hasmonäer und später des Herodes, und Villen der Jerusalemer Oberschicht.
„Wüste bis zur Zeit der Hasmonäer, wurde das Gebiet nach der Zerstörung des Zweiten Tempels im Jahr 70 wieder zur Wüste.“ (Ehud Netzer) Unter den Hasmonäern dagegen ermöglichte künstliche Bewässerung die Bewirtschaftung von Dattelpalmen- und Balsamplantagen in einer königlichen Domäne. Erste Bauten aus dieser Zeit dienten wohl nicht nur der Erholung im angenehmen Klima, sondern hatten auch mit der Bewirtschaftung der Domäne zu tun. Die beiden Festungen Doq und Kypros sicherten Paläste und landwirtschaftliche Anlagen; sie sind vielleicht identisch mit den Festungen Threx und Tauros, die Strabon erwähnte.
Nachdem Herodes Jericho kurz unter seiner Kontrolle gehabt hatte, übertrug Marcus Antonius die Oase an Kleopatra (37/36 v. Chr.), und Herodes pachtete sie von ihr. Im Jahr 35 v. Chr. kam der jugendliche Hohepriester Aristobulos hier bei einem Badeunfall zu Tode; wie Flavius Josephus schrieb, war dies ein Mordanschlag des Herodes, der so einen potentiellen Rivalen beseitigt habe. Octavian machte Herodes dann wieder zum Eigentümer von Jericho, das sich in seiner Regierungszeit zu einer Art Gartenstadt entwickelte.

## Baubeschreibung

### Hasmonäischer Palastkomplex
Nachdem sich hier vorher ein landwirtschaftliches Gut befunden hatte, ließ wahrscheinlich der Hasmonäerkönig Johannes Hyrkanos I. den ersten Palast errichten, ein zweistöckiges Gebäude auf einer Grundfläche von etwa 50 × 50 m. Vom zentralen Innenhof gingen mehrere Räume ab, darunter ein Badetrakt mit Ritualbad in der Nordostecke und ein Speisesaal im Süden mit Wanddekoration vergleichbar dem 1. Pompejanischen Stil. Dieses Palastgebäude war befestigt, Ehud Netzer interpretierte es als viertürmige Burg (Tetrapyrgion).

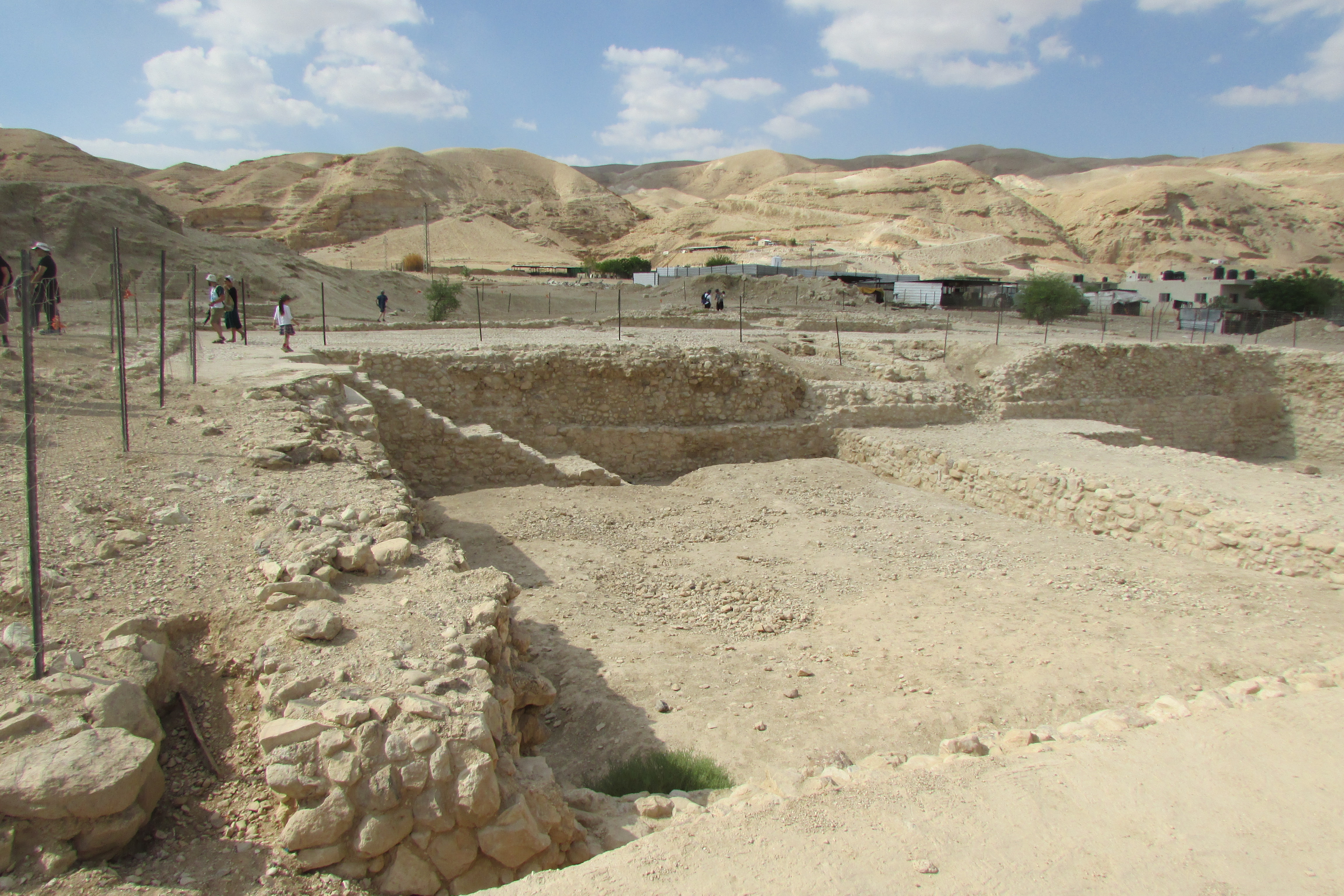
Doppelschwimmbecken, später zu einem großen Becken umgestaltet

Alexander Jannäus ließ östlich vom Palast eine Gartenanlage mit Schwimmbecken erbauen. In ihrer Mitte gab es einen großen Badebereich mit zwei 13 × 18 m großen Becken. Sie erhielten ihr Wasser durch ein Aquädukt von den beiden Quellen Ein Duq und Ein Nueima. In der gleichen Achse, weiter südlich, stand ein Pavillon mit umlaufender dorischer Säulenhalle, von wo aus man die Schwimmbecken und den großen, wahrscheinlich von Portiken umgrenzten Garten (60 × 72 m) betrachten konnte. In der gleichen Bauphase wurde auch der Palast des Hyrkanos umgebaut, was sich aber wegen des schlechten Erhaltungszustands nicht genau nachvollziehen lässt.
Salome Alexandra wird von Netzer als Bauherrin des Doppelpalastes (Twin Palaces) südlich der großen Bade- und Parkanlage des Alexander Jannäus angesehen. Ihr Doppelpalast wurde so weit abgesenkt, dass die Aussicht vom Pavillon nicht eingeschränkt war. Es handelt sich um zwei spiegelsymmetrische, je 25 × 25 m große Palastanlagen, die sich auf einen Innenhof öffneten und je einen äußeren Hof mit Gartentriklinium und Schwimmbecken hatten. Während ihre Vorgänger typisch hellenistische Palastarchitektur errichten ließen, erkennt man in den Twin Palaces östlichen Architektureinfluss.
Zum hasmonäischen Palastkomplex gehörten zahlreiche Ritualbäder, was wohl damit zu erklären ist, dass die Hasmonäer auch als Hohepriester amtierten und für sie daher ein besonders hoher Standard ritueller Reinheit galt.

### Paläste des Herodes

#### Erster Palast
An der Südseite des Wadi Qelt ließ Herodes einen nach außen abgeschlossenen Palast auf langrechteckiger Grundfläche (87 × 46 m) erbauen. Es gab einen großen Peristylhof, doch die einzelnen Räume öffneten sich größtenteils nicht direkt auf diesen, sondern wurden durch Korridore erschlossen. Im Westen lag ein großer korinthischer Oecus, der sich z. B. als Speiseraum nutzen ließ. Dass man den Palast von Norden betrat, ist wahrscheinlich, da sich dort die hasmonäische Palastanlage befand; der Zugang zu diesem Palast des Herodes ließ sich aber aufgrund des schlechten Erhaltungszustands nicht sicher klären. Die Anlage zeigt Einflüsse spätrepublikanischer römischer Villenarchitektur und lässt sich am besten mit dem „Palazzo delle Colonne“ in Ptolemais vergleichen.

#### Zweiter Palast

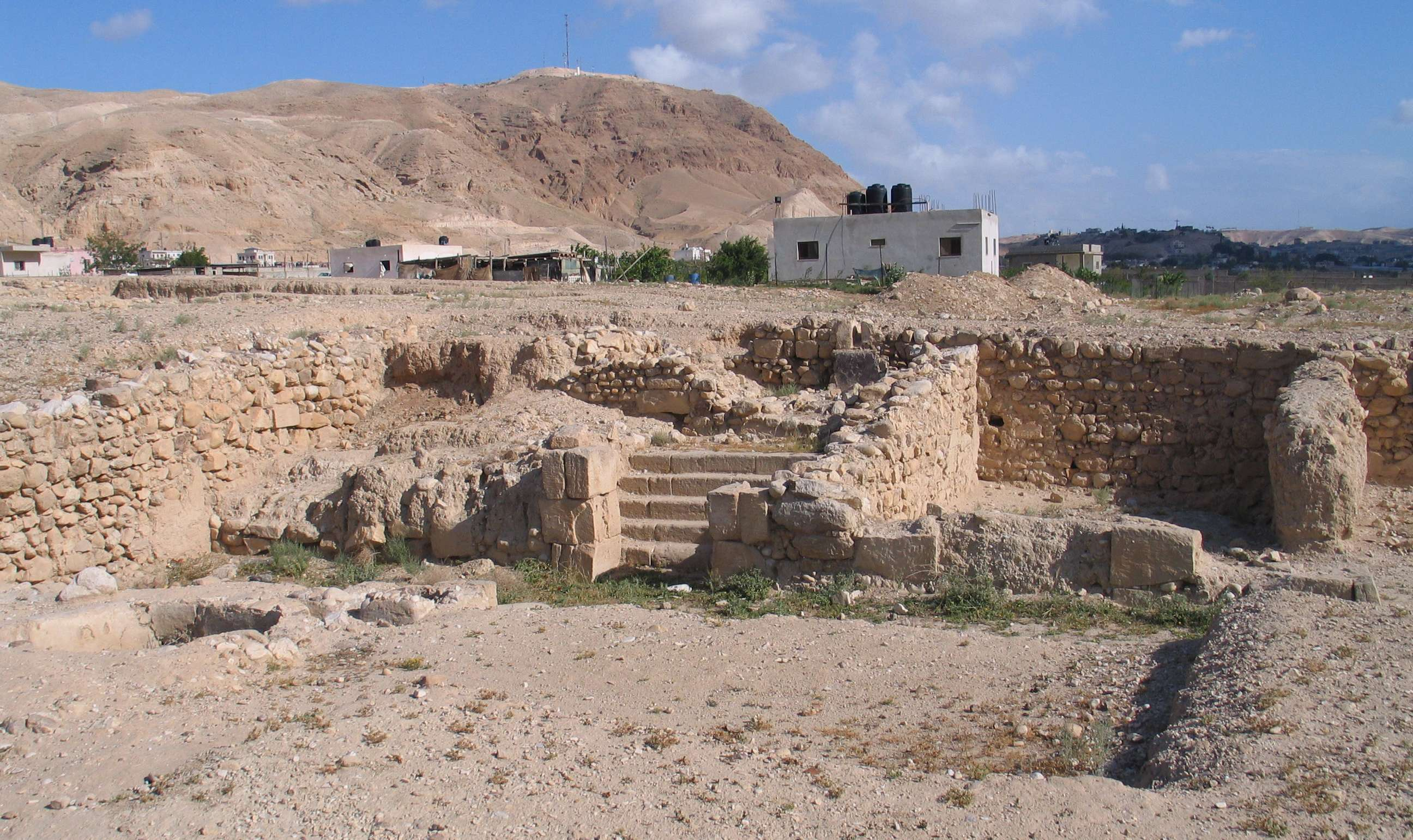
Zweiter Palast

Etwa 31 v. Chr. zerstörte ein Erdbeben den hasmonäischen Palastkomplex, der nicht wieder aufgebaut wurde. In diesem Bereich ließ sich Herodes eine neue, eigene Palastanlage errichten, wohl unter Benutzung älteren Baumaterials. Der Palast stand stärker in östlich-hellenistischer Bautradition und besaß zwei Flügel auf zwei Terrassen mit etwa 6 m Höhenunterschied.
Die höhergelegene Terrasse war die im Norden. Hier befand sich ein 28 × 34 m großer Peristylhof mit umgebenden Räumen. Einer davon, im Süden, ist ein mit Fresken geschmückter, etwa 7,5 × 10 m großer Raum, der als Triclinium interpretiert wird. Auf der unteren, südlichen Terrasse gab es unter anderem einen Badetrakt im römischen Stil.
Das Doppelschwimmbecken der Hasmonäer wurde in dieser Bauphase zu einem einzigen großen Schwimmbecken umgestaltet, das von einem Garten umgeben war. Wie die hasmonäischen Paläste, diente diese Anlage der Erholung; daneben blieb der erste herodianische Palast wohl weiter in Gebrauch.
Westlich des Schwimmbeckens befindet sich ein künstlicher Hügel (= Tell 2), der möglicherweise mit einem Pavillon bebaut war.

#### Dritter Palast

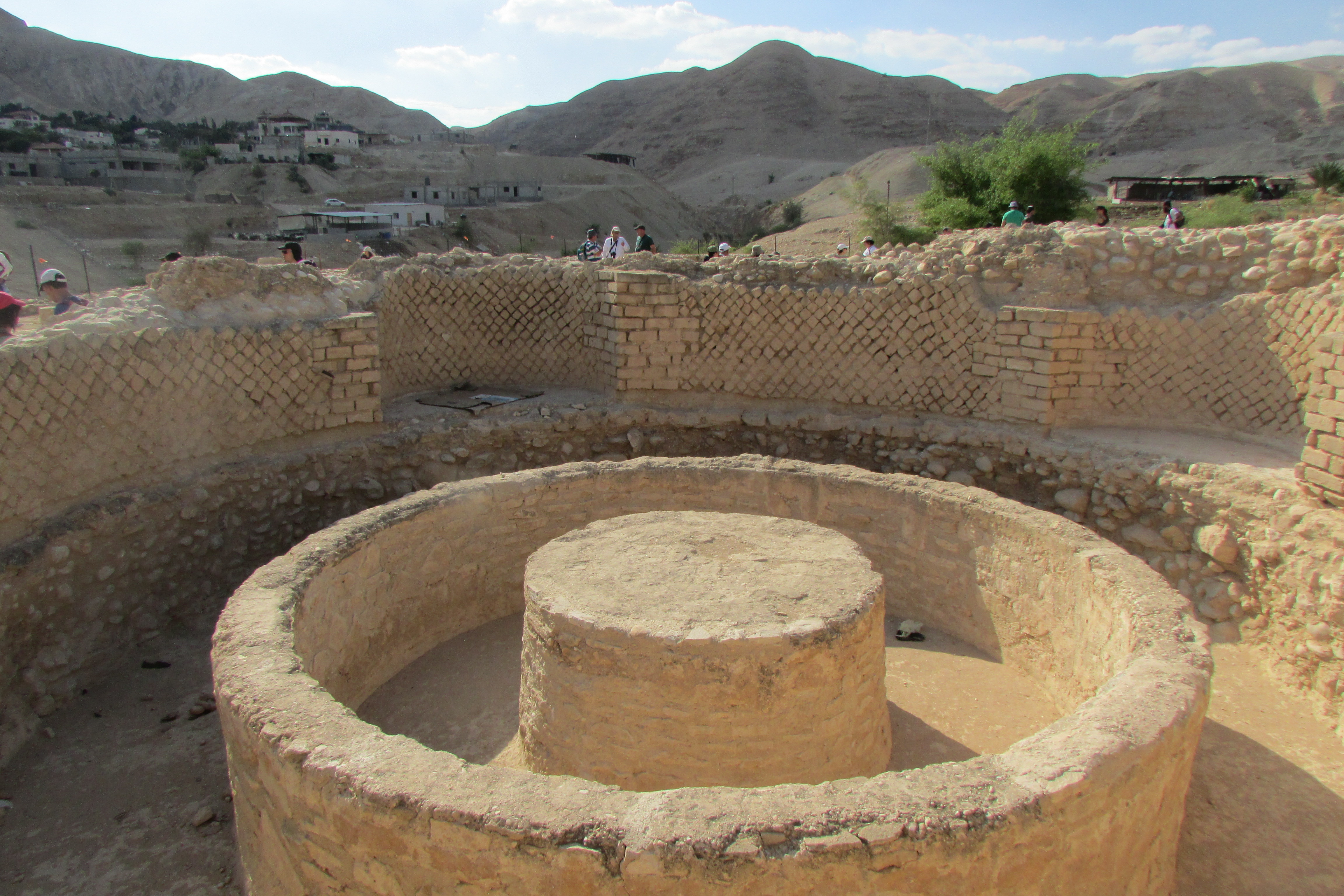
Frigidarium

Der dritte Palast des Herodes ist die größte und luxuriöseste Palastanlage in Jericho. Durch eine Brücke verbunden, nutzte er beide Ufer des Wadi Qelt; der größere Teil der Bebauung befand sich indes auf der Nordseite. Parallel zum Ufer des Wadis erstreckte sich ein Palastgebäude auf einer Grundfläche von etwa 85 × 35 m. Im Westen dieses Gebäudes gab es eine große Empfangshalle, die an drei Seiten eine Säulenreihe besaß. Dieser repräsentative Raum besaß eine Balkendecke und war mit Kachelornamenten verziert. An der Ostseite dieses Empfangsraums schloss sich ein offener Säulenhof mit einer Apsis an, der für kleinere Audienzen geeignet war. Diese beiden Räume waren der offizielle Teil des Palastes, dem sich im Osten ein privater, der Erholung gewidmeter Palastteil anschloss.
Durch Nebenräume gelangte man, weiter nach Osten gehend, zu einem säulenumstandenen Hof. An seiner Nordseite betrat man die Thermenanlage. Der Eingang erfolgte durch einen mittleren Raum. Der Badegast erreichte von dort aus, wenn er sich nach links wandte, erst einen Übergangsraum und dann den runden Kaltbaderaum (Frigidarium) mit vier Exedren und einem zentralen, runden Wasserbecken. Wandte sich der Badegast vom Eingang der Thermen nach rechts, gelangte er wiederum durch einen lauwarmen Raum zum Heißwasser- und Dampfbad (Caldarium).
Die Überquerung des Wadi Qelt auf einer Brücke war im Winter, wenn dieses Wasser führte, zweifellos eine Attraktion für die Palastbesucher, und auf dem südlichen Ufer schlossen sich weitere Attraktionen an: Hier befanden sich der „Versunkene Garten“ (140 × 47 m), ein großes Schwimmbecken und ein künstlicher Hügel (= Tell 1) mit rundem Aussichtspavillon auf quadratischer Grundfläche, zu dem eine Treppe emporführte. Der „Versunkene Garten“ hatte eine besonders gestaltete südliche Rückwand, eine Schaufassade mit opus reticulatum mit zentraler, terrassenförmig ansteigender Exedra. Vielleicht handelt es sich bei dieser Anlage um das „sogenannte Hippodrom“, das Josephus erwähnt.

### Jüdische Nekropole
Ebenfalls westlich des modernen Jericho, getrennt von der antiken Wohnbebauung, befand sich eine antike jüdische Nekropole, die ein Areal von etwa 10 km umfasste; die untersuchten Gräber stammen aus dem 1. Jahrhundert v. Chr. bis 1. Jahrhundert n. Chr. Diese Gräber waren aus dem anstehenden Fels herausgehauen und bestanden aus einer quadratischen Kammer mit einer kleinen rechteckigen Vertiefung im Boden; von dieser Kammer gingen an drei Seiten die einzelnen Loculi ab mit ungefähren Abmessungen von 2 m Länge, 55 cm Breite und 80 cm Höhe. Sowohl die Loculi als auch die Eingänge der Grabanlagen waren mit Steinen verschlossen. Die Archäologen stießen sowohl auf Primärbestattungen in Holzsärgen als auch auf Sekundärbestattungen, teilweise in Kalkstein-Ossuaren. 24 % der Toten waren bis zu fünf Jahre alt, 10 % sechs bis elf Jahre alt. Jugendliche (bis 19 Jahre) und junge Erwachsene (bis 29 Jahre) waren mit je 5 % relativ selten unter den Bestattungen vertreten, während die Altersgruppe 30 bis 49 Jahre mit 33 % den größten Anteil der Bestattungen stellte. 23 % der Bestatteten waren über 50 Jahre alt, hatten also ein für die damalige Zeit hohes Alter erreicht. In den Holzsärgen waren manchmal mehrere Individuen gemeinsam beigesetzt, jeweils durch eine lederne Unterlage voneinander getrennt. Bei diesen Gräbern fanden sich sowohl Keramik- als auch Holzgefäße, einige Münzen und lederne Sandalen.
Eine besonders aufwändige Grabanlage ist das sogenannte Goliath-Familiengrab mit zwei Grabkammern auf zwei Ebenen und insgesamt 22 Ossuaren aus dem 1. Jahrhundert n. Chr.; eine Grabkammer war mit einem Weinstock und Vögeln ausgemalt. Die Inschriften waren sowohl hebräisch (15) als auch griechisch (17). Der häufige hebräische Frauenname Mirjam begegnet in griechischer Transkription als Mariame oder als Maria. „Goliath“ scheint der Spitzname eines besonders großen Vorfahren gewesen zu sein und wurde dann von mehreren Familienmitgliedern als Beiname getragen. Ein Ossuar gehörte laut griechischer Inschrift Theodotos, einem Freigelassenen der Königin Agrippina (= Agrippina die Jüngere). Da Theodotos als Freigelassener weiterhin Verpflichtungen hatte, die ihn an Rom und seine Patronin banden, konnte er nicht einfach zu seiner Familie nach Jericho zurückkehren; auch die Überführung seines Leichnams von Rom hierher ist unwahrscheinlich. Man nimmt daher an, dass er bei der Verwaltung der kaiserlichen Domäne Jericho (Balsamanbau) eingesetzt war.

### Abschlussberichte
- Ehud Netzer: Stratigraphy and Architecture (= Hasmonean and Herodian palaces at Jericho: Final Reports of the 1973–1987 Excavations. Band 1). Israel Exploration Society, Jerusalem 2001.
- Ehud Netzer: Stratigraphy and Architecture. The Coins (= Hasmonean and Herodian palaces at Jericho: Final Reports of the 1973–1987 Excavations. Band 2). Israel Exploration Society, Jerusalem 2004.
- Rachel Bar-Nathan: The Pottery (= Hasmonean and Herodian palaces at Jericho: Final Reports of the 1973–1987 Excavations. Band 3). Israel Exploration Society, Jerusalem 2001.
- Silvia Rozenberg: The Decoration of Herod's Third Palace at Jericho (= Hasmonean and Herodian palaces at Jericho: Final Reports of the 1973–1987 Excavations. Band 4). Israel Exploration Society, Jerusalem 2008. ISBN
- Rachel Bar-Nathan, Judith Gärtner: The finds from Jericho and Cypros (= Hasmonean and Herodian palaces at Jericho: Final Reports of the 1973–1987 Excavations. Band 5). Israel Exploration Society, Jerusalem 2013. ISBN 978-965-221-090-6.

### Artikel und Monographien
- James L. Kelso, Dimitri C. Baramki: Excavations at New Testament Jericho and Khirbet en-Nitla. In: The Annual of the American Schools of Oriental Research 29/30, S. i-iii+v+vii+ix-x+1–60.
- James B. Pritchard: The Excavations at Herodian Jericho. In: The Annual of the American Schools of Oriental Research 32/33
- Kathryn Louise Gleason: The Landscape Palaces of Herod the Great. In: Near Eastern Archaeology 77/2 (Juni 2014), S. 76–97.
- Ehud Netzer: The Hasmonean and Herodian Winter Palaces at Jericho. In: Israel Exploration Journal 25, No. 2/3 (1975), S. 89–100.
- Ehud Netzer: The Winter Palaces of the Judean Kings at Jericho at the End of the Second Temple Period. In: Bulletin of the American Schools of Oriental Research 228 (Dezember 1977), S. 1–13.
- Ehud Netzer: A Synagogue from the Hasmonean Period Recently Exposed in the Western Plain of Jericho. In: Israel Exploration Journal 49, No. 3/4 (1999), S. 203–221. Netzer vertrat die These, ein Nebengebäude der hasmonäischen Palastanlage sei die früheste archäologisch nachgewiesene Synagoge (sogenannte Wadi-Qelt-Synagoge). Hierbei handelt es sich aber um eine Minderheitsmeinung des Ausgräbers.[11]
- Achim Lichtenberger: Die Baupolitik Herodes des Großen (= Abhandlungen des Deutschen Palästina-Vereins. Band 26). Harrassowitz, Wiesbaden 1999. ISBN 978-3-447-04147-8.
- Monika Trümper: Swimming Pools and Water Management in the Eastern Mediterranean World of the 4th to 1st Century BC. In: Jonas Berking (Hrsg.): Water Management in Ancient Civilizations. Edition Topoi, Berlin 2018, S. 255–296 (PDF)
- Othmar Keel, Max Küchler: Orte und Landschaften der Bibel. Ein Handbuch und Studien-Reiseführer zum Heiligen Land. Band 2: Der Süden, Göttingen 1982, S. 497–513.